# Eindloonsysteem
Het eindloonsysteem, ook wel final-payregeling genoemd, is een vorm van een vaste uitkeringsregeling waarbij de hoogte van het pensioen afhankelijk is van het laatst verdiende loon. De opgebouwde pensioenaanspraken worden dan verhoogd op basis van de pensioengrondslag van dit laatstverdiende loon; de zogenoemde backservice. Het nog op te bouwen pensioen wordt bij het eindloonsysteem de coming service genoemd. Backservice + coming service is dan het verzekerd pensioen.
Het eindloonsysteem biedt een zeer hoge zekerheid aan de begunstigde als het wordt gecombineerd met een hoge vervangingsratio. In Nederland wordt gestreefd naar een vervangingratio van 70%. Een pensioen van 70% van het eindloon voor belasting is ongeveer een netto inkomen van 100% van het eindloon na belasting. Dit is een luxueuze regeling, omdat de uitgaven van de gepensioneerde de neiging hebben terug te lopen: de hypotheek is sterk gedaald of afbetaald, de kinderen hebben een eigen inkomen en de gestegen ziektekosten worden door de ziektekostenverzekering opgevangen. Anders gezegd: de pensioenpremie is hoger dan noodzakelijk, wat ten koste gaat van het beschikbaar inkomen voor de pensionering (voor zover de pensioenpremie wordt betaald door de werknemer) en de competitiviteit (voor zover de pensioenpremie wordt betaald door de werkgever).
Bovendien geeft een eindloonregeling een prikkel om vlak voor de pensionering het eindloon te verhogen. Zo een "cadeautje" gaat, via de solidariteit, ten koste van de andere begunstigden van het pensioenfonds. Sommige pensioenfondsen nemen dan ook het gemiddelde loon over een of meerdere jaren voor de pensionering in aanmerking voor de berekening van het "eindloon" (dit wordt gemitigeerd of gematigd eindloon genoemd).
Onder meer om deze redenen heeft het eindloonsysteem aan populariteit ingeboet en steeds meer plaats moeten maken voor het middelloonsysteem.